# Dangcagan, Bukidnon
Dangcagan là một đô thị hạng 5 ở tỉnh Bukidnon, Philippines. Theo điều tra dân số năm 2000, đô thị này có dân số 18.857 người trong 3.555 hộ.

## Các đơn vị hành chính
Dangcagan được chia thành 14 barangay.

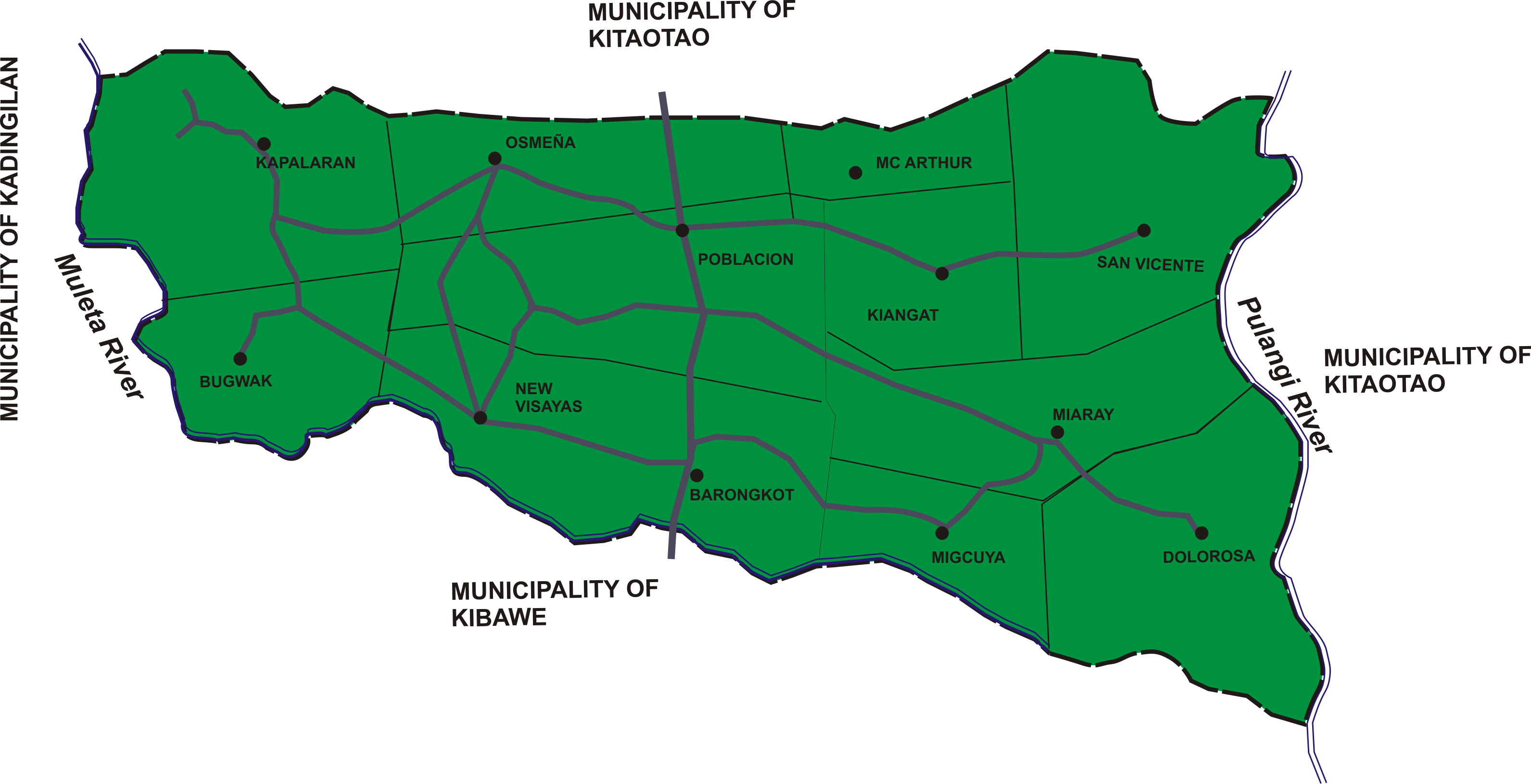
Bản đồ Dangcagan với cá đơn vị hành chính

- Barongcot
- Bugwak
- Dolorosa
- Kapalaran
- Kianggat
- Lourdes
- Macarthur
- Miaray
- Migcuya
- New Visayas
- Osmeña
- Poblacion
- Sagbayan
- San Vicente
- Monsangot
- Indahag
- Arcilla